# Diocesi di Grazianopoli
La diocesi di Grazianopoli (in latino Dioecesis Gratianopolitana) è una sede soppressa e sede titolare della Chiesa cattolica.

## Storia
Grazianopoli, nell'odierna Algeria, è un'antica sede episcopale della provincia romana della Mauritania Cesariense.
Sono tre i vescovi documentati di questa diocesi africana. Alla conferenza di Cartagine del 411, che vide riuniti assieme i vescovi cattolici e donatisti dell'Africa romana, partecipò per parte cattolica il vescovo Publicio, il quale dichiarò che nella sua diocesi esisteva anche un vescovo donatista, Deuterio, che tuttavia non era presente alla conferenza. Secondo Publicio, Deuterio non aveva alcun seguace; ed inoltre lo aveva accusato di averlo perseguitato e di aver distrutto gli edifici donatisti.
Terzo vescovo conosciuto è Talasio, il cui nome appare all'81º posto nella lista dei vescovi della Mauritania Cesariense convocati a Cartagine dal re vandalo Unerico nel 484; Talasio, come tutti gli altri vescovi cattolici africani, fu condannato all'esilio.
Dal XVII secolo Grazianopoli è annoverata tra le sedi vescovili titolari della Chiesa cattolica; dal 20 dicembre 2024 il vescovo titolare è John Steven Siemianowski, vescovo ausiliare di Chicago.

## Cronotassi

### Vescovi residenti
- Publicio † (menzionato nel 411)
  - Deuterio † (menzionato nel 411) (vescovo donatista)
- Talasio † (menzionato nel 484)

### Vescovi titolari
- Teodor Skuminowicz (Skumin) † (12 agosto 1652 - 24 settembre 1668 deceduto)
- Mikołaj Słupski † (3 giugno 1669 - 1691 deceduto)
- Jan Dłużewski † (18 giugno 1696 - prima del 13 aprile 1720 deceduto)
- Michał Piechowski † (12 febbraio 1721 - prima del 10 febbraio 1724 deceduto)
- Domenico Invitti † (29 novembre 1724 - 5 settembre 1725 nominato arcivescovo titolare di Sardi)
- Franc Jožef Mikolič (Mikolitsch) † (14 dicembre 1789 - 4 dicembre 1793 deceduto)
- Tomasz Chmielewski † (2 ottobre 1837 - 30 luglio 1844 deceduto)
- Ignazio Persico, O.F.M.Cap. † (8 marzo 1854 - 11 marzo 1870 nominato vescovo di Savannah)
- Edouard Charles Fabre † (1º aprile 1873 - 11 maggio 1876 succeduto vescovo di Montréal)
- Pasquale Bili, O.F.M. † (19 dicembre 1876 - 12 maggio 1878 deceduto)
- Ottaviano Rosario Sabetti, C.SS.R. † (22 ottobre 1880 - 28 marzo 1881 deceduto)
- Ferenc Lönhart † (5 aprile 1881 - 3 luglio 1882 nominato vescovo di Transilvania)
- Marie-Laurent-François-Xavier Cordier, M.E.P. † (18 luglio 1882 - 14 agosto 1895 deceduto)
- Ferdinand Giovanni Nepomuceno Kalous † (1º ottobre 1891 - 19 settembre 1907 deceduto)
- Isaias Papadopoulos † (28 giugno 1911 - 18 gennaio 1932 deceduto)
- Dionisio Leonida Varouhas † (11 giugno 1932 - 28 gennaio 1957 deceduto)
- Hyakinthos Gad † (17 febbraio 1958 - 30 gennaio 1975 deceduto)
- Anárghyros Printesis † (28 giugno 1975 - 18 marzo 2012 deceduto)
- Dīmītrios Salachas † (14 maggio 2012 - 16 ottobre 2023 deceduto)
- John Steven Siemianowski, dal 20 dicembre 2024